# Topsport Vlaanderen-Baloise/2015
Deze pagina geeft een overzicht van de Topsport Vlaanderen-Baloise-wielerploeg in 2015.

## Algemeen
Algemeen manager: Christophe Sercu
Ploegleiders: Walter Planckaert, Luc Colyn, Hans De Clercq, Andy Missotten
Fietsmerk: Eddy Merckx

## Transfers
| Inkomend           | Team 2014 | Uitgaand            | Team 2015          |
| ------------------ | --------- | ------------------- | ------------------ |
| Oliver Naesen      | Cibel     | Yves Lampaert       | Etixx-Quick Step   |
| Jens Wallays       | Neo       | Tom Van Asbroeck    | Team LottoNL-Jumbo |
| Floris De Tier     | Neo       | Jasper De Buyst     | Lotto Soudal       |
| Amaury Capiot      | Neo       | Zico Waeytens       | Team Giant-Alpecin |
| Jef Van Meirhaeghe | Neo       | Kenneth Vanbilsen   | Cofidis            |
| Bert Van Lerberghe | Neo       | Michael Van Staeyen | Cofidis            |
|                    |           | Kevin De Jonghe     | Cibel              |

## Renners
| Naam                 | Geboortedatum | Nationaliteit | Ploeg 2014 |
| -------------------- | ------------- | ------------- | ---------- |
| Victor Campenaerts   | 28-10-1991    | België        |            |
| Amaury Capiot        | 25-06-1993    | België        | Neo        |
| Moreno De Pauw       | 12-08-1991    | België        |            |
| Kenny De Ketele      | 05-06-1985    | België        |            |
| Floris De Tier       | 20-01-1992    | België        | Neo        |
| Tim Declercq         | 21-03-1989    | België        |            |
| Sander Helven        | 30-05-1990    | België        |            |
| Pieter Jacobs        | 06-06-1986    | België        |            |
| Eliot Lietaer        | 15-08-1990    | België        |            |
| Oliver Naesen        | 16-09-1990    | België        | Cibel      |
| Jonas Rickaert       | 07-02-1994    | België        |            |
| Jarl Salomein        | 27-01-1989    | België        |            |
| Thomas Sprengers     | 05-02-1990    | België        |            |
| Stijn Steels         | 21-08-1989    | België        |            |
| Edward Theuns        | 30-04-1991    | België        |            |
| Preben Van Hecke     | 09-07-1982    | België        |            |
| Gijs Van Hoecke      | 12-11-1991    | België        |            |
| Bert Van Lerberghe   | 09-09-1992    | België        | Neo        |
| Jef Van Meirhaeghe   | 23-01-1992    | België        | Neo        |
| Arthur Vanoverberghe | 29-08-1988    | België        |            |
| Pieter Vanspeybrouck | 10-02-1987    | België        |            |
| Otto Vergaerde       | 15-07-1994    | België        |            |
| Jelle Wallays        | 11-05-1989    | België        |            |
| Jens Wallays         | 15-09-1992    | België        | Neo        |

## Overwinningen
Ster van Bessèges
Puntenklassement: Edward Theuns
Ronde van Oman
Strijdlustklassement: Jef Van Meirhaeghe
Ronde van Drenthe
Winnaar: Edward Theuns
Dwars door Vlaanderen
Winnaar: Jelle Wallays
Driedaagse van De Panne-Koksijde
Bergklassement: Jarl Salomein
Vierdaagse van Duinkerke
5e etappe: Edward Theuns
Grand Prix Ciquielion
Winnaar: Jelle Wallays
Ronde van Luxemburg
Jongerenklassement: Oliver Naesen
Belgisch kampioenschap op de weg, Elite
Winnaar: Preben Van Hecke
Dwars door de Vlaamse Ardennen
Winnaar: Stijn Steels
Ronde van Wallonië
Jongerenklassement: Victor Campenaerts
Ploegenklassement
Polynormande
Winnaar: Oliver Naesen
Eneco Tour
Strijdlustklassement: Gijs Van Hoecke
Duo Normand
Winnaars: Victor Campenaerts en Jelle Wallays
Gooikse Pijl
Winnaar: Oliver Naesen
Eurométropole Tour
3e etappe: Edward Theuns
Strijdlustklassement: Jelle Wallays
Belgisch kampioenschap strandrace
Winnaar: Bert Van Lerberghe
1994 · 1995 · 1996 · 1997 · 1998 · 1999 · 2000 · 2001 · 2002 · 2003 · 2004 · 2005 · 2006 · 2007 · 2008 · 2009 · 2010 · 2011 · 2012 · 2013 · 2014 · 2015 · 2016 · 2017· 2018· 2019 · 2020 · 2021 · 2022 · 2023 · 2024 · 2025